# Mark Popovic
Mark Popovic (hr: Mark Popović, Stoney Creek, Ontario, Kanada, 11. listopada 1982.) kanadski je profesionalni hokejaš na ledu hrvatskog porijekla. Igra na poziciji braniča.

## Klupska karijera
Popovic je karijeru započeo 1997. godine u Mississauga Chargers koji su se natjecali u Ontario Provincial Junior A Hockey League (OPJHL). Već sljedeće sezone prelazi u Toronto St. Michael’s Majors koji se natječe u OHL-u, jednoj od tri najjačih juniorskih liga u Kanadi. U Torontu provodi četiri sezone.

### Mighty Ducks of Anaheim (2002. – 2005.)
Na draftu 2001. godine izabrali su ga Mighty Ducks of Anaheim u 2. krugu, 35. ukupno. Međutim, u Ducksima nije dobio pravu priliku, upisao je tek jedan nastup u sezoni 2003./04. U međuvremenu je igrao tri sezone za Cincinnati Mighty Ducks koji se natjecao u AHL-u.

### Atlanta Thrashers (2005.-danas)
2005. godine Popovic prelazi u Atlanta Thrashers kao slobodan igrač. U prve dvije sezone u Atlanti upisao je tek deset nastupa, a većinu vremena je proveo u momčadi Chicago Wolves koja se natjecala u AHL-u. U sezoni 2007./08. dobiva značajniju priliku u redovima Thrashersa te upisuje 33 nastupa. Sezonu 2008./09. proveo je u ruskom KHL-u igravši za klub SKA St. Petersburg da bi sljedeće sezone vratio se u Atlantu.

## Statistika karijere
| 1998./99.       | Toronto St. Michael’s Majors | OHL             | 60  | 6  | 26  | 32  | 46  | —  | — | —  | —  | —  |
| 1999./00.       | Toronto St. Michael’s Majors | OHL             | 68  | 11 | 29  | 40  | 68  | —  | — | —  | —  | —  |
| 2000./01.       | Toronto St. Michael’s Majors | OHL             | 61  | 7  | 35  | 42  | 54  | 18 | 3 | 5  | 8  | 22 |
| 2001./02.       | Toronto St. Michael’s Majors | OHL             | 58  | 12 | 29  | 41  | 42  | 15 | 1 | 11 | 12 | 10 |
| 2002./03.       | Cincinnati Mighty Ducks      | AHL             | 73  | 3  | 21  | 24  | 46  | —  | — | —  | —  | —  |
| 2003./04.       | Cincinnati Mighty Ducks      | AHL             | 74  | 4  | 10  | 14  | 63  | 9  | 1 | 2  | 3  | 4  |
| 2003./04.       | Mighty Ducks of Anaheim      | NHL             | 1   | 0  | 0   | 0   | 0   | —  | — | —  | —  | —  |
| 2004./05.       | Cincinnati Mighty Ducks      | AHL             | 74  | 1  | 17  | 18  | 47  | 11 | 2 | 3  | 5  | 6  |
| 2005./06.       | Chicago Wolves               | AHL             | 73  | 12 | 26  | 38  | 66  | —  | — | —  | —  | —  |
| 2005./06.       | Atlanta Thrashers            | NHL             | 7   | 0  | 0   | 0   | 0   | —  | — | —  | —  | —  |
| 2006./07.       | Chicago Wolves               | AHL             | 65  | 16 | 24  | 40  | 51  | 15 | 3 | 6  | 9  | 4  |
| 2006./07.       | Atlanta Thrashers            | NHL             | 3   | 0  | 1   | 1   | 0   | —  | — | —  | —  | —  |
| 2007./08.       | Atlanta Thrashers            | NHL             | 33  | 0  | 2   | 2   | 10  | —  | — | —  | —  | —  |
| 2008./09.       | SKA St. Petersburg           | KHL             | 52  | 8  | 14  | 22  | 40  | 3  | 0 | 0  | 0  | 2  |
| 2009./10.       | Atlanta Thrashers            | NHL             | 17  | 2  | 1   | 3   | 4   |    |   |    |    |    |
| Sveukupno - OHL | Sveukupno - OHL              | Sveukupno - OHL | 247 | 36 | 119 | 155 | 210 | 33 | 4 | 16 | 20 | 32 |
| Sveukupno - AHL | Sveukupno - AHL              | Sveukupno - AHL | 359 | 36 | 98  | 134 | 273 | 35 | 6 | 11 | 17 | 14 |
| Sveukupno - NHL | Sveukupno - NHL              | Sveukupno - NHL | 61  | 2  | 4   | 6   | 14  |    |   |    |    |    |

## Privatni život
3. lipnja 2009. godine Popovic je stupio u bračnu zajednicu s Tracy Algorri. Par se vjenčao u mjestu Yorba Linda u Kaliforniji. Svoju strast prema hokeju na ledu Popovic je izrazio i kroz rad s djecom, ali i drugim uzrastima, u vlastitom hokejaškom projektu “Popovic Hockey Camp” u Ontariju gdje zainteresirane uči određenim vještinama i tehnikama same igre.

## Vanjske poveznice
- Profil na NHL.com
- Profil na The Internet Hockey Database
- Popovic Hockey Camp